# Nyctemera trita
Nyctemera trita är en fjärilsart som beskrevs av Walker 1854. Nyctemera trita ingår i släktet Nyctemera och familjen björnspinnare. Inga underarter finns listade i Catalogue of Life.